# Lista de missões a Vênus
Essa é uma lista de missões espaciais para o planeta Vênus, que fazem parte do processo de Exploração de Vênus.

## Missões
Em 2018, a antiga União Soviética (hoje Rússia), os Estados Unidos, a Agência Espacial Europeia e o Japão, não possuiam missões ativas para Vênus.
| Espaçonave                      | Data de lançamento      | Operador                  | Missão                             | Resultados          | Notas | Lançador                              |
| ------------------------------- | ----------------------- | ------------------------- | ---------------------------------- | ------------------- | --- | ------------------------------------- |
| Tyazhely Sputnik (1VA No.1)     | 4 de fevereiro de 1961  | OKB-1 União Soviética     | De impacto                         | Falha no lançamento | Falha no transformador de potência, o estágio superior não foi acionado, não chegou a sair da LEO                                                                                             | Molniya                               |
| Venera 1 (1VA No.2)             | 12 de fevereiro de 1961 | OKB-1 União Soviética     | De impacto                         | Falha na espaçonave | Falha de comunicação, passou por Vênus em 19 de maio de 1961 a menos de 100.000 km; não retornou nenhum dado                                                                                  | Molniya                               |
| Mariner 1 (P-37)                | 22 de julho de 1962     | NASA Estados Unidos       | De passagem                        | Falha no lançamento | Não atingiu a órbita; foi destruído pelo procedimento de segurança de alcance depois da falha no sistema de orientação                                                                        | Atlas-LV3 Agena-B                     |
| 2MV-1 No.1                      | 25 de agosto de 1962    | OKB-1 União Soviética     | De pouso                           | Falha no lançamento | Corte prematuro do estágio superior devido a uma falha noabastecimento; não chegou a sair da LEO                                                                                              | Molniya                               |
| Mariner 2 (P-38)                | 27 de agosto de 1962    | NASA Estados Unidos       | De passagem                        | Missão bem-sucedida | Passou por Vênus em 14 de dezembro de 1962 | Atlas-LV3 Agena-B                     |
| 2MV-1 No.2                      | 1 de setembro de 1962   | OKB-1 União Soviética     | De pouso                           | Falha no lançamento | A válvula de combustível do estágio superior não abriu, quansequentemente, não foi acionado; não chegou a sair da LEO                                                                         | Molniya                               |
| 2MV-2 No.1                      | 12 de setembro de 1962  | OKB-1 União Soviética     | De passagem                        | Falha no lançamento | Corte anôrmal do terceiro estágio em razão de bolhas de ar formadas no combustível do quarto estágio; o quarto estágio apagou menos de um segundo depois da ignição; não chegou a sair da LEO | Molniya                               |
| 3MV-1 No.2                      | 19 de fevereiro de 1964 | OKB-1 União Soviética     | De passagem                        | Falha no lançamento | O tanque de oxidante do terceiro estágio vazou congelando os tubos de alimentação, que se quebraram em seguida; não conseguiu orbitar                                                         | Molniya-M                             |
| Kosmos 27 (3MV-1 No.3)          | 27 de março de 1964     | OKB-1 União Soviética     | De passagem e De pouso             | Falha no lançamento | Falha do controle de atitude do estágio superior, não chegou a sair da LEO | Molniya-M                             |
| Zond 1 (3MV-1 No.4)             | 2 de abril de 1964      | OKB-1 União Soviética     | De passagem e De pouso             | Falha na espaçonave | Curto circuito na parte elétrica, comunicação perdida antes da passagem por Vênus em 14 de julho de 1964.                                                                                     | Molniya-M                             |
| Venera 2 (3MV-4 No.4)           | 12 de novembro de 1965  | OKB-1 União Soviética     | De passagem                        | Falha na espaçonave | Passou por Vênus em 27 de fevereiro de 1966, máxima aproximação as 02:52 UTC. Comunicação perdida depois da passagem, antes que qualquer dado fosse retornado.                                | Molniya-M                             |
| Venera 3 (3MV-3 No.1)           | 16 de novembro de 1965  | OKB-1 União Soviética     | De pouso                           | Falha na espaçonave | Comunicação perdida tão logo entrou na atmosfera em 1 de março de 1966, nenhum dado retornado.                                                                                                | Molniya-M                             |
| Kosmos 96 (3MV-4 No.6)          | 23 de novembro de 1965  | OKB-1 União Soviética     | De passagem                        | Falha no lançamento | A câmara de combustão do terceiro estágio explodiu, resultando em perda de controle, o estágio superior falhou ao ser acionado; não chegou a sair da LEO                                      | Molniya-M                             |
| Venera 4 (4V-1 No.310)          | 12 de junho de 1967     | Lavochkin União Soviética | De pouso                           | Missão bem-sucedida | Retornou dados Atmosféricas durante a entrada em 18 de October 1967. Não tinha intenção de trabalhar na superfície                                                                            | Molniya-M                             |
| Mariner 5                       | 14 de junho de 1967     | NASA Estados Unidos       | De passagem                        | Missão bem-sucedida | Passou por Vênus em 19 de outubro de 1967, máxima aproximação as 17:34:56 UTC | Atlas SLV-3 Agena-D                   |
| Kosmos 167 (4V-1 No.311)        | 17 de junho de 1967     | Lavochkin União Soviética | De pouso                           | Falha no lançamento | O estágio superior falhou na ignição; mal funcionamento do resfriamento da turbobomba; não chegou a sair da LEO                                                                               | Molniya-M                             |
| Venera 5 (4V-1 No.330)          | 5 de janeiro de 1969    | Lavochkin União Soviética | Atmosférica                        | Missão bem-sucedida | Entrou na atmosfera em 16 de maio de 1969, operou por 53 minutos | Molniya-M                             |
| Venera 6 (4V-1 No.331)          | 10 de janeiro de 1969   | Lavochkin União Soviética | Atmosférica                        | Missão bem-sucedida | Entrou na atmosfera em 17 de maio de 1969, operou por 51 minutos | Molniya-M                             |
| Venera 7 (4V-1 No.630)          | 17 de agosto de 1970    | Lavochkin União Soviética | De pouso                           | Falha parcial       | Pousou as 05:37:10 UTC em 15 de dezembro de 1970, rolou durante o pouso e retornou dados muito limitados                                                                                      | Molniya-M                             |
| Kosmos 359 (4V-1 No.631)        | 22 de agosto de 1970    | Lavochkin União Soviética | De pouso                           | Falha no lançamento | Não chegou a sair da LEO | Molniya-M                             |
| Venera 8 (4V-1 No.670)          | 27 de março de 1972     | Lavochkin União Soviética | De pouso                           | Missão bem-sucedida | Pousou as 09:32 UTC em 22 de julho de 1972 | Molniya-M                             |
| Kosmos 482 (4V-1 No.671)        | 31 de março de 1972     | Lavochkin União Soviética | De pouso                           | Falha no lançamento | Não chegou a sair da LEO | Molniya-M                             |
| Mariner 10                      | 3 de novembro de 1973   | NASA Estados Unidos       | De passagem                        | Missão bem-sucedida | Passou por Vênus em 4 de fevereiro de 1974; máxima aproximação as 17:01 UTC; observou Vênus e realizou o procedimento de gravidade assistida para chagr a Mercúrio                            | Atlas SLV-3D Centaur-D1A              |
| Venera 9 (4V-1 No.660)          | 8 de junho de 1975      | Lavochkin União Soviética | De órbita e De pouso               | Missão bem-sucedida | Entrou em órbita em 20 de outubro de 1975; o módulo de pouso aterrisou as 05:13 UTC em 22 de outubro                                                                                          | Proton-K/D                            |
| Venera 10 (4V-1 No.661)         | 14 de junho de 1975     | Lavochkin União Soviética | De órbita e De pouso               | Missão bem-sucedida | Entrou em órbita em 23 de outubro de 1975; o módulo de pouso aterrisou as 05:17 UTC em 25 de outubro                                                                                          | Proton-K/D                            |
| Venera 11 (4V-1 No.360)         | 9 de setembro de 1978   | Lavochkin União Soviética | De passagem e De pouso             | Sucesso parcial     | Passou por Vênus em 25 de dezembro; o módulo de pouso aterrisou as 03:24 UTC no mesmo dia. Vários instrumentos do módulo de pouso falharam                                                    | Proton-K/D-1                          |
| Venera 12 (4V-1 No.361)         | 14 de setembro de 1978  | Lavochkin União Soviética | De passagem e De pouso             | Sucesso parcial     | O módulo de pouso aterrisou as 03:20 UTC em 21 de dezembro de 1975. Ambas as câmeras do módulo de pouso falharam                                                                              | Proton-K/D-1                          |
| Pioneer Venus 1 (PV De órbita)  | 20 de maio de 1978      | NASA Estados Unidos       | De órbita                          | Missão bem-sucedida | Entrou em órbita em 4 de dezembro de 1978, entrou na atmosfera em 22 de outubro de 1992 | Atlas SLV-3D Centaur-D1AR             |
| Pioneer Venus 2 (PV Multiprobe) | 8 de agosto de 1978     | NASA Estados Unidos       | Atmosférica                        | Missão bem-sucedida | Entrou na atmosfera em 9 de dezembro de 1978; consistia de cinco sondas, uma das quais transmitiu por um curto período depois de atingir a superfície                                         | Atlas SLV-3D Centaur-D1AR             |
| Venera 13 (4V-1M No.760)        | 30 de outubro de 1981   | Lavochkin União Soviética | De passagem e De pouso             | Missão bem-sucedida | Pousou as 03:20 UTC em 1 de março de 1982. | Proton-K/D-1                          |
| Venera 14 (4V-1M No.761)        | 4 de novembro de 1981   | Lavochkin União Soviética | De passagem e De pouso             | Missão bem-sucedida | Pousou em 5 de março de 1982. | Proton-K/D-1                          |
| Venera 15 (4V-2 No.860)         | 2 de junho de 1983      | Lavochkin União Soviética | De órbita                          | Missão bem-sucedida | Entrou em órbita em 10 de outubro de 1983, operou até julho de 1984 | Proton-K/D-1                          |
| Venera 16 (4V-2 No.861)         | 7 de junho de 1983      | Lavochkin União Soviética | De órbita                          | Missão bem-sucedida | Entrou em órbita em 11 de outubro de 1983, operou até julho de 1984 | Proton-K/D-1                          |
| Vega 1 (5VK No.901)             | 15 de dezembro de 1984  | Lavochkin União Soviética | De passagem Atmosférica e De pouso | Sucesso parcial     | Pousou em 11 de junho de 1985. A sonda atmosférica foi liberada durante a entrada e operou por dois dias. O módulo principal continuou para explorar o Cometa Halley                          | Proton-K/D-1                          |
| Vega 2 (5VK No.902)             | 21 de dezembro de 1984  | Lavochkin União Soviética | De passagem Atmosférica e De pouso | Missão bem-sucedida | Pousou em 15 de junho de 1985. A sonda atmosférica foi liberada durante a entrada e operou por dois dias. O módulo principal continuou para explorar o Cometa Halley                          | Proton-K/D-1                          |
| Magellan                        | 4 de maio de 1989       | NASA Estados Unidos       | De órbita                          | Missão bem-sucedida | Entrou em órbita em 10 de outubro 1990, entrou na atmosfera em 13 de outubro de 1994 | Ônibus espacial Atlantis STS-30 / IUS |
| Galileo                         | 18 de outubro de 1989   | NASA Estados Unidos       | Gravidade assistida                | Missão bem-sucedida | Passou por Vênus em 10 de fevereiro de 1990 a caminho de Júpiter; observou Vênus durante a maior aproximação.                                                                                 | Ônibus espacial Atlantis STS-34 / IUS |
| Cassini                         | 15 de outubro de 1997   | NASA Estados Unidos       | Gravidade assistida                | Missão bem-sucedida | Passou por Vênus em 26 de abril de 1998 e em 24 de junho de 1999 a caminho de Saturno; observou Vênus durante a maior aproximação.                                                            | Titan IV(401)B                        |
| MESSENGER                       | 3 de agosto de 2004     | NASA Estados Unidos       | Gravidade assistida                | Missão bem-sucedida | Passou por Vênus em 24 de outubro de 2006 e em 5 de junho de 2007 a caminho de Mercúrio; observou Vênus durante a maior aproximação.                                                          | Delta II 7925H                        |
| Venus Express                   | 9 de novembro de 2005   | ESA                       | De órbita                          | Missão bem-sucedida | Entrou em órbita em 11 de abril de 2006. Comunicação totalmente perdida em 28 de novembro de 2014                                                                                             | Soyuz-FG/Fregat                       |
| Akatsuki                        | 20 de maio de 2010      | JAXA Japão                | De órbita                          | Em operação         | Passou por Vênus em 6 de dezembro de 2010 depois de falhar em entrar em órbita. Foi feita uma nova tentativa de inserção bem sucedida em 7 de dezembro de 2015.                               | H-IIA 202                             |
| IKAROS                          | 20 de maio de 2010      | JAXA Japão                | De passagem                        | Missão bem-sucedida | Uma vela solar experimental foi liberada da sonda Akatsuki. Passou por Vênus em 8 de dezembro de 2010 mas não fez nenhuma observação.                                                         | H-IIA 202                             |
| Shin'en                         | 20 de maio de 2010      | UNISEC Japão              | De passagem                        | Falha na espaçonave | Comunicação perdida logo depois do lançamento. Passou por Vênus em dezembro de 2010 | H-IIA 202                             |

## Missões propostas
| Nome         | Operador  | Ano de lançamento proposto | Tipo                    | Situação                                                   | Referência    |
| ------------ | --------- | -------------------------- | ----------------------- | ---------------------------------------------------------- | ------------- |
| CUVE         | NASA      |                            | De órbita               | Proposto                                                   | [ 11 ] [ 12 ] |
| DAVINCI      | NASA      | 2021                       | Atmosférica             | Proposto                                                   | [ 13 ]        |
| EVE          | ESA       |                            | De órbita               | Proposto                                                   | [ 14 ]        |
| EnVision     | ESA       | 2032                       | De órbita               | Proposto                                                   | [ 15 ]        |
| HAVOC        | NASA      |                            | Balão tripulado         | Conceitual                                                 | [ 16 ]        |
| Shukrayaan-1 | ISRO      | 2023                       | De órbita e Atmosférica | Em desenvolvimento                                         | [ 17 ] [ 18 ] |
| VAMP         | NASA      | 2026                       | Atmosférica             | Proposto como carga secundária no módulo de pouso Venera-D | [ 19 ] [ 20 ] |
| Venera-D     | Roscosmos | 2026                       | De órbita e De pouso    | Em desenvolvimento                                         | [ 19 ]        |
| VERITAS      | NASA      | 2021                       | De órbita               | Proposto                                                   | [ 21 ]        |
| VICI         | NASA      | final da década de 2020    | De pouso                | Proposto                                                   | [ 22 ]        |
| VISAGE       | NASA      | final da década de 2020    | De pouso                | Proposto                                                   | [ 23 ] [ 24 ] |
| VISE         | NASA      | final da década de 2020    | De pouso e balão        | Proposto                                                   | [ 25 ]        |
| VOX          | NASA      |                            | De órbita               | Proposto                                                   | [ 26 ]        |
| Zephyr       | NASA      | 2039                       | Rover                   | Estudo de viabilidade                                      | [ 27 ]        |